# آنوچا کیتپونگسری
آنوچا کیتپونگسری (تایلندی: อนุชา กิจพงษ์ศรี؛ زادهٔ ۲۳ مهٔ ۱۹۸۳) بازیکن سابق و مربی فوتبال اهل تایلند است.
از باشگاه‌هایی که در آن بازی کرده است می‌توان به باشگاه فوتبال چونبوری، باشگاه فوتبال پلیس ترو، و باشگاه فوتبال بانک بانکوک اشاره کرد.
وی همچنین در تیم‌های ملی فوتبال زیر ۲۳ سال تایلند و تایلند بازی کرده است.